# Tommaso Ceva
Tommaso Ceva (Milano, 20 dicembre 1648 – Milano, 3 febbraio 1737) è stato un gesuita, poeta e matematico italiano.

## Biografia
Nato a Milano il 20 dicembre 1648 da Carlo Francesco e Paola de Colombi, famiglia benestante milanese, Tommaso Ceva entrò nella Compagnia di Gesù il 6 aprile 1663. Dopo la permanenza a Genova e al Collegio di Nizza per la formazione religiosa, pronunciò i voti solenni a Milano l'8 dicembre 1682.
Fratello del più celebre Giovanni, con il quale ebbe un sodalizio scientifico durato tutta la vita, dal 1670 al 1688 Ceva fu professore di retorica e lettore di matematica presso il collegio di Brera a Milano. Dall'anno scolastico 1688/89 si dedicò in toto alla matematica. Il suo allievo più famoso fu Giovanni Girolamo Saccheri, considerato il "padre" della geometria non euclidea.
Il Ceva è un esponente di rilievo nel panorama letterario del tempo, in proficuo contatto con diversi ambienti culturali (l’accademia dei Vigilanti, il cenacolo toscano dei discepoli di Galilei, l’Arcadia romana alla quale fu associato dal 1718 con il nome di Callimaco Neridio).
Ceva tenne una fitta corrispondenza con molti scienziati del suo tempo, come Vincenzo Viviani e soprattutto Luigi Guido Grandi. La gran parte della vasta corrispondenza tra quest'ultimo e il gesuita è inedita: essa mette in luce la vastità di un dissenso tanto cortesemente argomentato quanto scientificamente e culturalmente profondo, ma mostra anche come Ceva facesse da tramite fra Grandi e Saccheri e come nel dialogo fra il professore pisano e il milanese intervenissero riferimenti, oltre che a Galilei e ai suoi allievi, a Gassendi, Descartes, Fermat, Pascal, Roberval, Hobbes, Huygens, de l'Hôpital, Leibniz e, almeno dal 1708, ai Principia di Newton.
Una Vita del Padre Tomaso Ceva milanese della Compagnia di Gesù, ricca di informazioni interessanti, è stata scritta dal confratello Giulio Cesare Cordara.

## Opere
La prima opera data alle stampe dal Ceva uscì nel 1680, in occasione della morte di Manfredo Settala. A Brera si tenne un'accademia funebre, recitata dagli studenti di Retorica: Manfredo Septalio Academia funebris publice habita in Classe Rhetoricae Collegii Braydensis Societatis Iesu, Mediolani, apud Impressores Archiepisc., MDCLXXX. Del Ceva è la prolusione in prosa e in versi, e suoi sono i testi in prosa con cui introduce e spiega l'apparato funebre, realizzato esclusivamente con oggetti tratti dal Museo del Settala.
In ambito matematico Ceva si occupò di aritmetica, geometria e gravità, pubblicando gli Opuscola mathematica (1699), ed elaborò uno strumento per dividere l'angolo retto in un dato numero di parti uguali tra loro. Nel 1707 il metodo del Ceva per la polisezione dell'angolo venne pubblicato in Francia da Guillaume de l'Hôpital senza fare alcuna menzione dell'inventore italiano.
Galieiano convinto («mi sono consigliato – scrive all'amico Guido Grandi il 14 luglio 1700 – col mio padre spirituale in matematica, che è il Galileo, uomo sodo, che ha penetrato le cose in fondo»), nel suo trattato De natura gravium (Milano, 1669) Ceva fu il primo ad introdurre la teoria gravitazionale newtoniana in Italia e diede un importante contributo alla sua diffusione.
Ceva fu in contatto con i più importanti intellettuali italiani contemporanei. La maggior parte delle sue lettere è indirizzata al Grandi con il quale discusse il problema delle curve di ordine superiore. Ceva ebbe stretti rapporti di amicizia col matematico Pietro Paolo Caravaggio e con lo storico Ludovico Antonio Muratori. Un'altra figura importante nella sua vita fu Clelia Grillo Borromeo, fondatrice dell'Accademia di Scienze Naturali di Milano (Accademia dei Vigilanti), frequentata sia da Ceva che da Saccheri.
La maggiore opera letteraria del gesuita è il poema epico-religioso latino Jeus puer (1690), composto sulla scia di illustri e analoghi modelli umanistici e rinascimentali (il De partu Virginis del Sannazaro, la Christias di Marco Girolamo Vida). Il poema fu accolto subito con entusiasmo da Francesco Redi e lodato dal Muratori nella Perfetta poesia italiana.
Interessante anche il poema filosofico Philosophia novo-antiqua, apparso per la prima volta nel 1704, ripubblicato a Vienna nel 1719, a Firenze nel 1723, dove fu al centro di una polemica cui partecipò Guido Grandi, ancora a Venezia nel 1732 e ripetutamente recensito o segnalato sul Giornale de' letterati d'Italia.
Ceva scrisse anche le Memorie d'alcune virtù del signor conte Francesco de Lemene (1706), dove, esponendo le proprie idee su argomenti letterari, si presenta come convinto seguace della linea arcade lombarda Guidi-De Lemene-Maggi, in accordo con i nuovi criteri di grazia e moderazione di un petrarchismo che, sulla scorta di distintivi capisaldi teorici della fine del XVIl e dell'inizio del XVIII secolo (Ettorri, Muratori), mirava a conciliare decoro e verosimiglianza con l'inserimento di richiami gnomici ed eticizzanti in funzione anti-barocca e neo-aristotelica.
La raccolta completa delle opere poetiche di Ceva, molte delle quali di contenuto filosofico, fu edita col titolo di Philosophia novo-antiqua, quae nunc primum prodit; Jesus puer, Poema, editio quarta; Sylvae, altera editio auctior, Mediolani, 1704, sumptibus Dominici Bellagattae, edizione cui fu connessa anche la sua fama internazionale.